# Blue Deal
Blue Deal ist eine süddeutsche Blues-Rockband aus der Region Schwarzwald, die 2015 gegründet wurde. Die Band spielte internationale Livekonzerte in Deutschland, Schweiz, Frankreich, Portugal, den Vereinigten Staaten von Amerika und dem Vereinigtem Königreich.
2023 gewann sie den Nachwuchspreis German Blues Challenge als beste deutsche Blues-Band.

## Geschichte
Joe Fischer, ehemals Sänger und Gründungsmitglied der Cadillac Blues Band, gründete 2015 zusammen mit Jürgen Schneckenburger die Band Blue Deal. Zwischen 2015 und 2020 spielte die Band mit wechselnder Besetzung.
2020 stießen Gitarrist Tom Vela sowie Bassist N. Grille Roth als feste Mitglieder zur Band.
2022 verließ N. Grille Roth die Band. Martin Bürger wurde noch im selben Jahr sein Nachfolger.
Das Debütalbum Holy Ground erschien am 16. September 2022 und sorgte für Aufsehen in der internationalen Blues- und Rock-Fachpresse.
Am 1. Dezember 2023 wurde das zweite Studioalbum Can’t Kill Me Twice veröffentlicht.
Im Januar 2024 erreichte die Band das Halbfinale der International Blues Challenge in Memphis. Im April folgte die Teilnahme an der European Blues Challenge in Braga.

## Diskografie
Studioalben
| Year | Title                            | Record label      |
| ---- | -------------------------------- | ----------------- |
| 2022 | Holy Ground                      | Independent       |
| 2023 | Can't Kill Me Twice              | Independent       |
| 2024 | Can't Kill Me Twice (re-release) | DixieFrog Records |

## Auszeichnungen und Nominierungen
- 2023: German Blues Challenge: Gewinner in der Kategorie „Band“
- 2024: European Blues Challenge: Nominierung und Teilnahme
- 2024: International Blues Challenge: Halbfinalist in der Kategorie „Band“
- 2024: German Blues Awards: Can't Kill Me Twice in der Kategorie „Tonträger“[12]
- 2024: German Blues Awards: Nominierung in der Kategorie „Band“[13]
- 2024: German Blues Awards: Nominierung Joe Fischer in der Kategorie „Gesang – männlich“
- 2024: German Blues Awards: Nominierung Martin Bürger in der Kategorie „Instrument sonstige“